# TSV Chemie Premnitz
Der TSV Chemie Premnitz ist ein deutscher Sportverein aus Premnitz im Landkreis Havelland. Überregionale Bekanntheit erreichte der 1100 Mitglieder starke Verein in der Vergangenheit durch seine Fußball- und Handballabteilung. Vor allem der Handball mit mehreren Jahren Erstligazugehörigkeit und drei nationalen Pokalsiegen galt lange als herausragend. Weiterhin war die Sektion Bowling mit einer Vielzahl von Meistertiteln nationale Spitze. Weitere Abteilungen des Vereins sind Leichtathletik, Billard, Volleyball, Judo, Nordic Walking, Tischtennis, Schach, Spielmannszug, Schwimmen, Kanurennsport, Kraftsport, Segeln, Turnen, Gymnastik, Wasserwandern und Tennis.

## Handball

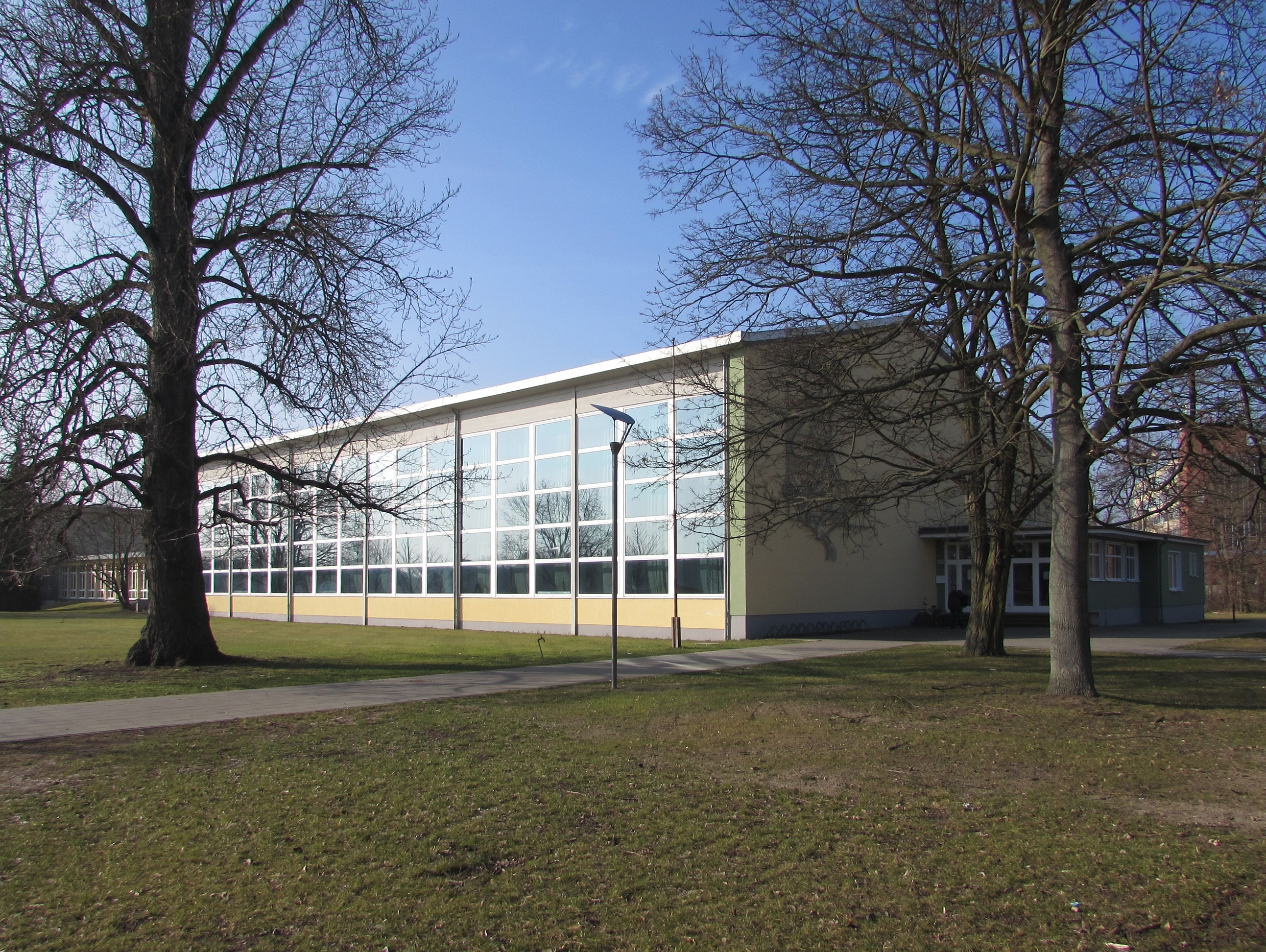
Sporthalle am Tor II

Logo der BSG bis 1990

Im Laufe des Jahres 1950 kam es zu zwei Umbenennungen der BSG. Zunächst noch als BSG Chemiefaserwerk, dann in BSG Kunstseidenwerk und schließlich in BSG Chemie umbenannt, spielte man sowohl im Hallenhandball als auch im Feldhandball erstklassig. In der Spielzeit 1949/1950 erreichte die Handballabteilung als Mannschaft Brandenburg die Endrunde um die DDR-Meisterschaft im Hallenhandball. Am 21. Januar 1950 verlor die Mannschaft als BSG Chemiefaserwerk Premnitz zunächst gegen die BSG Mechanik Gera hoch 10:1. Auch in der Hoffnungsrunde verlor man beide Spiele gegen den späteren Meister SC Berlin-Weißensee und die SV DVP Rostock. Zwischen April und Mai spielte die BSG Kunstseidenwerk Premnitz in der Endrunde der DDR-Feldhandball-Meisterschaft. Die Mannschaft kam mit einem Sieg und drei Niederlagen auf den fünften und letzten Tabellenrang.
In der darauf folgenden Spielzeit 1950/51 kam der in BSG Chemie Premnitz umbenannte Verein in der zweigleisigen Feldhandball-Oberliga des Deutschen Sportausschusses (DS-Feldhandball-Liga) in der Staffel A auf den achten und vorletzten Tabellenrang, womit die Mannschaft die Qualifikation zur eingleisigen Oberliga verpasste und abstieg. In der Endrunde um die Hallenhandballmeisterschaft 1951 verlor die BSG Chemie ihr Vorrundenspiel gegen den späteren Gewinner der DDR-Meisterschaft SV Deutsche Volkspolizei Halle mit 4:3 denkbar knapp.
In die zunächst noch zweigleisige Hallenhandball-Oberliga stieg die BSG Chemie erstmals 1960 auf. Doch als sieg- und punktloser Letzter der Staffel II stiegen sie 1960/61 unmittelbar wieder ab. 1962 bezogen die Handballer ihre neu errichtete Handballhalle, die Sporthalle am Tor II. Zur letzten Saison der zweigleisigen Oberliga 1963/64 kehrten die Premnitzer in das Oberhaus zurück. Doch mit dem neunten Platz nach zwei Siegen und einem Unentschieden verfehlten sie deutlich den zum Klassenerhalt notwendigen fünften Tabellenrang.
Die erste Saison 1967/68 in der eingleisigen Liga endete wiederum mit dem sofortigen Abstieg. Im zweiten Anlauf 1969/70 gelang erstmals der Klassenerhalt dank eines Sieges im Relegationsspiel gegen ZAB Dessau. In der regulären Punkterunde waren die Premnitzer Letzter mit nur zwei Siegen geworden. Lediglich ein Sieg gelang dann in der folgenden Spielzeit 1970/71 und man stieg abermals ab.
Die BSG Chemie Premnitz wurde erster Sieger des 1971 eingeführten FDGB-Pokal, des Handballpokals der DDR. 1972 und 1973 wiederholten die Premnitzer Handballer diesen Erfolg. Allerdings fand der Pokal zu dieser Zeit noch ohne die Teams der Oberliga statt.
In der nächsten Oberligaspielzeit der Premnitzer 1976/77 gelang zwar mit fünf Siegen ein Sieg mehr als in den vorigen drei Oberligaspielzeiten zusammengerechnet, dennoch stieg die BSG Chemie abermals ab, um als Fahrstuhlmannschaft des DDR-Handballs zur Saison 1978/79 wieder zurückzukehren. Erstmals wurde die Mannschaft nicht Tabellenletzter, verfehlte jedoch bereits zum vierten Mal den Klassenerhalt. Diesen schafften die Premnitzer erst in der Saison 1980/81 ein zweites Mal. Es folgte jedoch mit dem Abstieg in der Saison 1981/82 der absolute Tiefpunkt. Denn ihre letzte Oberligaspielzeit beendeten die Chemie-Handballer ohne Punktgewinn. In der Ewigen Tabelle der eingleisigen DDR-Oberliga (ab 1964) stehen die Premnitzer damit mit nur 14 Siegen aus sieben Spielzeiten an 15. Stelle von 24 DDR-Oberligisten. Mit sieben Abstiegen insgesamt sind sie auch Rekordabsteiger dieser Liga.
Nach der Wende gehörten die Premnitzer zu den DDR-Vereinen, die sich für die 2. Handball-Bundesliga qualifizierten. In der Saison 1991/92 spielten sie in der Staffel Nord, der damals auch Teams wie die SG Flensburg-Handewitt oder GWD Minden angehörten. Zusammen mit den anderen ostdeutschen Vereinen spielten die Premnitzer in der zweigeteilten Liga, an deren Spitze die Westvereine rangierten, sechs Absteiger aus, zu denen die Chemie als Drittletzter am Ende zählte.
Der letzte größere Erfolg war der 2000 erreichte Aufstieg in die drittklassige Regionalliga Mitte. Den Klassenerhalt verfehlten die Premnitzer jedoch als Letzter deutlich. In der Saison 2007/2008 spielten die Handballherren in der Verbandsliga.

### Erfolge
- FDGB-Pokal-Sieg:
1971, 1972, 1973 – dreifacher Pokalsieger der DDR
- Endrunde um die DDR-Meisterschaft im Feldhandball:
1950
- Oberliga des Deutschen Sportausschusses im Feldhandball:
1950/51
- Endrunde um die DDR-Meisterschaft im Hallenhandball:
1950, 1951
- DDR-Oberliga im Hallenhandball:
1960/61, 1963/64, 1967/68, 1969–71, 1976/77, 1978/79 und 1980–82 – neun Spielzeiten

## Fußball

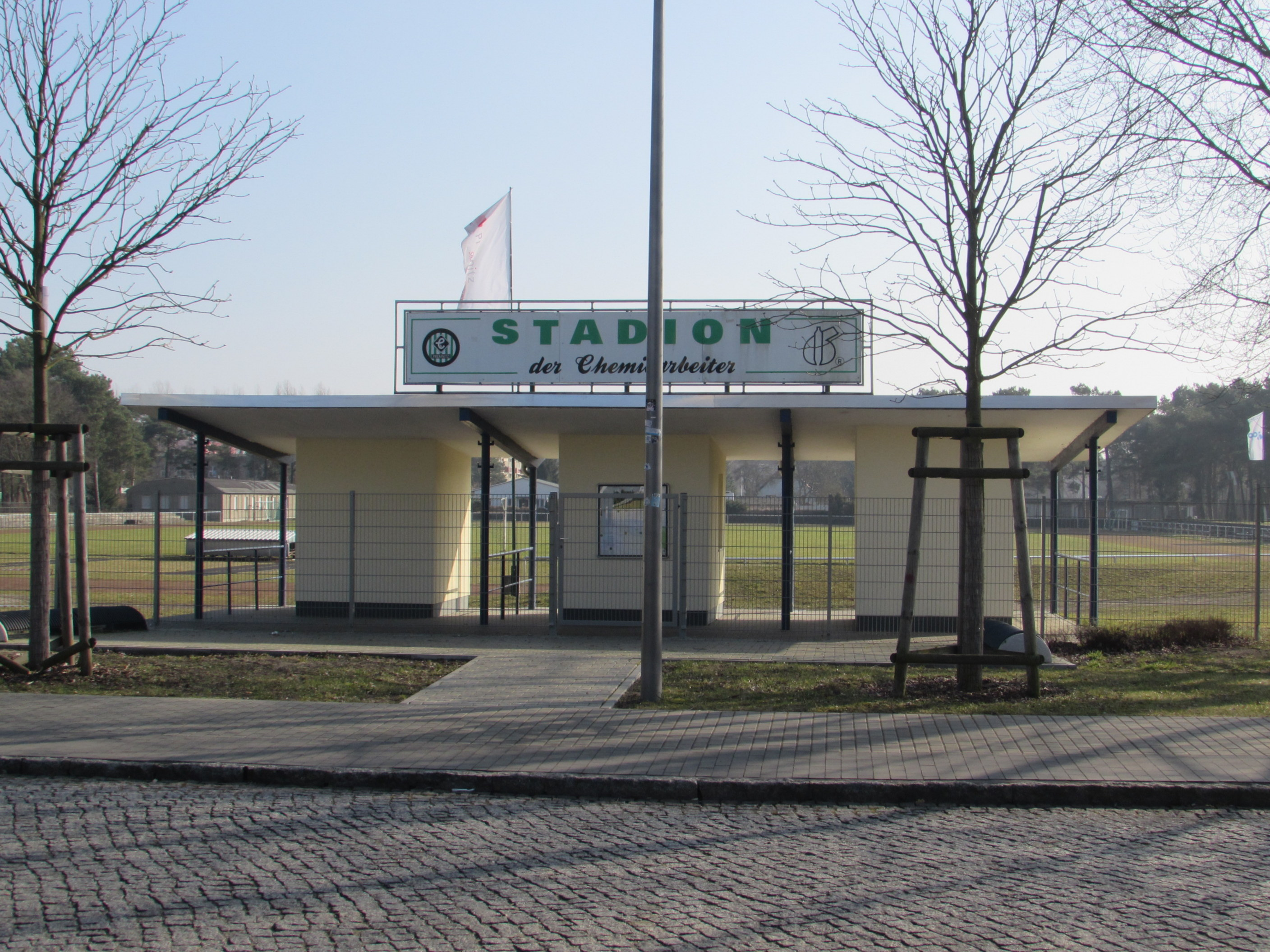
Eingang des Stadions der Chemiearbeiter

Chemie Premnitz wurde 1949 zunächst als BSG Kunstseidewerk Premnitz gegründet. Die Betriebssportgemeinschaft spielte in den fünfziger Jahren in der Bezirksklasse Potsdam. 1961 gelang der Aufstieg in die Bezirksliga Potsdam, in der die Premnitzer durchweg vordere Plätze belegen konnten. Folge war im Jahr 1967 der Aufstieg in die DDR-Liga. Konnte die BSG Chemie das erste Zweitligajahr noch mit dem achten Platz beenden, musste man im zweiten zusammen mit Lichtenberg 47 den Weg zurück in die Drittklassigkeit antreten.
Nach sechs Jahren in der Bezirksliga kehrten die Premnitzer 1975 wieder in die DDR-Liga zurück. Es folgte der sofortige Wiederabstieg, im Stil einer Fahrstuhlmannschaft war man aber 1977 wieder zweitklassig. Die nächsten zwei Spielzeiten, in welchen der dritte bzw. vierte Rang erreicht werden konnte, waren die erfolgreichsten der Vereinsgeschichte. 1980 erfolgte erneut der Abstieg in die Bezirksliga, zwei Jahre später war Chemie Premnitz noch einmal von 1982 bis 1984 zweitklassig. 1990 qualifizierten sich die Havelländer als Meister der Bezirksliga Potsdam für die neu geschaffene Verbandsliga Brandenburg, die mit einem achten Platz abgeschlossen wurde. 1991 schloss sich Premnitz dem Brandenburger SC Süd 05 an, spaltete sich aber kurz darauf wieder ab. Folge war eine Rückstufung von Chemie in die Kreisliga Westhavelland. 1995 gelang der Aufstieg in die Landesklasse West, ab 2001 der nächste Schritt in die Landesliga Nord. Es folgte ein Wiederabstieg im Jahr 2004 und ein weiterer Aufstieg. 2016/17 spielte der TSV Chemie Premnitz in der Landesliga Nord. Heimstätte der Fußballer ist das Stadion der Chemiearbeiter.
In der Saison 2022/2023 erfolgte als Tabellensechzehnter der Abstieg in die Landesklasse West.

### Statistik
- Teilnahme DDR-Liga: 1967/68, 1968/69, 1975/76, 1977/78, 1978/79, 1979/80, 1982/83, 1983/84
- FDGB-Pokal: neun Teilnahmen

### Personen
- Jörg Heinrich
- Eckhart Märzke
- Uwe Schulz

## Bowling
Die Sektion Bowling bestand bereits zur Zeit der BSG und errang eine Vielzahl von Medaillen bei nationalen Meisterschaften. Alleine 29 DDR-Meistertitel konnten Sportler der BSG Chemie Premnitz zu dieser Zeit gewinnen. So dominierte man jahrzehntelang den Bowlingsport im Bezirk Potsdam und teilweise republikweit. So wurden Siegfried Sommer 1970, 1971, 1978 und 1981 DDR-Meister im Herren-Einzel. Hinzu kamen drei zweiten und zwei dritte Plätze. Lange gewann 1975 und Polensky 1977 die Meisterschaft. Bei den Damen gewann I. Haase 1968 und Renate Marquardt 1977 und 1979 die Einzelmeisterschaft.
Im Paarkampf der Herren gewannen Siegfried Sommer und Viol 1985 den Herrentitel während bei den Damen Silvia Sturm und Käte Levin 1972 und Käte Levin und Renate Marquardt 1977 Gold gewannen. Neben der Vielzahl an Titeln wurden von Chemie-Sportlern im Einzel und im Paarkampf auch eine Vielzahl zweiter und dritter Platzierungen erzielt.
Aufgrund der Stärke der Premnitzer Bowlingsportler gelang es auch über viele Jahre die Mannschaftsmeisterschaften für sich zu entscheiden. Bei den Herren gewann Premnitz alleine acht Mannschaftstitel (1970, 1973 bis 1976, 1978, 1985, 1990). Dazu kamen sechs Vizemeisterschaften und drei dritte Plätze. Das Damenteam gewann zwischen 1980 und 1990 insgesamt sogar neunmal die Mannschaftswertung und somit die DDR-Meisterschaft. Lediglich 1985 und 1986 verdrängten die SG Dynamo Berlin-Hohenschönhausen beziehungsweise die BSG Motor Rostock Premnitz auf den zweiten Rang. Hinzu kam ein dritter Platz 1966.

## Weblink
- Webpräsenz